# Llista de topònims de Sant Martí de Centelles
Llista de topònims (noms propis de lloc) del municipi de Sant Martí de Centelles, a Osona
Informació actualitzada per un bot. Els canvis manuals es perdran quan s'actualitzi!

## barraca de vinya
| imatge | Nom                                            | Ubicat a                | instància de     | Detalls | coordenades                                                                                         | Protecció | Commons (més fotos) | Dades a WD                    |
| ------ | ---------------------------------------------- | ----------------------- | ---------------- | ------- | --------------------------------------------------------------------------------------------------- | --------- | ------------------- | ----------------------------- |
|        | barraca de pastor II camí al Pla de la Batalla | Sant Martí de Centelles | barraca de vinya |         | 41° 45′ 16″ N, 2° 14′ 13″ E / 41.75455°N,2.23694°E ca:Camí al Pla de la Batalla o Pla de Sant Julià |           |                     | Modifica les dades a Wikidata |
|        | barraca de pastor i camí al Pla de la Batalla  | Sant Martí de Centelles | barraca de vinya |         | 41° 45′ 17″ N, 2° 14′ 20″ E / 41.7548°N,2.23876°E ca:Camí al Pla de la Batalla o Pla de Sant Julià  |           |                     | Modifica les dades a Wikidata |

## camí
| imatge | Nom                        | Ubicat a                                   | instància de | Detalls      | coordenades | Protecció | Commons (més fotos) | Dades a WD                    |
| ------ | -------------------------- | ------------------------------------------ | ------------ | ------------ | --- | --------- | ------------------- | ----------------------------- |
|        | camí de Bellavista Nova    | Sant Quirze Safaja Sant Martí de Centelles | camí         | Llarg: 4km   | 41° 43′ 14″ N, 2° 12′ 49″ E / 41.72056111111111°N,2.2136305555555555°E 41° 43′ 54″ N, 2° 13′ 15″ E / 41.73168888888889°N,2.2208°E             |           |                     | Modifica les dades a Wikidata |
|        | camí de Sant Pere de Bertí | Sant Quirze Safaja Sant Martí de Centelles | camí         | Llarg: 4km   | 41° 44′ 44″ N, 2° 13′ 25″ E / 41.74556944444444°N,2.2236444444444445°E 41° 43′ 14″ N, 2° 13′ 43″ E / 41.720619444444445°N,2.228677777777778°E |           |                     | Modifica les dades a Wikidata |
|        | camí del Mas Bosc          | Sant Quirze Safaja Sant Martí de Centelles | camí         | Llarg: 2.2km | 41° 44′ 44″ N, 2° 13′ 25″ E / 41.74556944444444°N,2.2236444444444445°E 41° 43′ 41″ N, 2° 12′ 43″ E / 41.72804722222222°N,2.2120277777777777°E |           |                     | Modifica les dades a Wikidata |

## casa
| imatge | Nom                      | Ubicat a                | instància de | Detalls                       | coordenades                                                                                       | Protecció | Commons (més fotos) | Dades a WD                    |
| ------ | ------------------------ | ----------------------- | ------------ | ----------------------------- | ------------------------------------------------------------------------------------------------- | --------- | ------------------- | ----------------------------- |
|        | Can Figuera o can Capità | Sant Martí de Centelles | casa         | 18th century Estat: bon estat | 41° 45′ 50″ N, 2° 15′ 05″ E / 41.76381°N,2.25127°E ca:L'Abella                                    |           |                     | Modifica les dades a Wikidata |
|        | Can Gafes                | Sant Martí de Centelles | casa         |                               | 41° 46′ 12″ N, 2° 12′ 43″ E / 41.76997°N,2.21207°E ca:Antiga parròquia de Sant Martí de Centelles |           |                     | Modifica les dades a Wikidata |
|        | Can Mallorques           | Sant Martí de Centelles | casa         | Estat: malmès                 | 41° 45′ 49″ N, 2° 15′ 03″ E / 41.76357°N,2.25074°E ca:L'Abella                                    |           |                     | Modifica les dades a Wikidata |
|        | Can Ramon                | Sant Martí de Centelles | casa         | Estat: ruïnós                 | 41° 45′ 26″ N, 2° 13′ 42″ E / 41.75735°N,2.22844°E ca:Pla de la Garga                             |           |                     | Modifica les dades a Wikidata |
|        | Can Vila de l'Abella     | Sant Martí de Centelles | casa         |                               | 41° 45′ 49″ N, 2° 15′ 04″ E / 41.76354°N,2.251°E ca:L'Abella                                      |           |                     | Modifica les dades a Wikidata |

## collada
| imatge | Nom                             | Ubicat a                                     | instància de | Detalls | coordenades                                                         | Protecció | Commons (més fotos) | Dades a WD                    |
| ------ | ------------------------------- | -------------------------------------------- | ------------ | ------- | ------------------------------------------------------------------- | --------- | ------------------- | ----------------------------- |
|        | Coll de Gasents                 | Sant Martí de Centelles                      | collada      |         | 41° 44′ 24″ N, 2° 13′ 56″ E / 41.7399°N,2.23231°E 842.6 msnm        |           |                     | Modifica les dades a Wikidata |
|        | Coll de Sauva Negra             | Castellcir Sant Martí de Centelles Centelles | collada      |         | 41° 46′ 56″ N, 2° 11′ 10″ E / 41.78212222°N,2.18601°E 922.9 msnm    |           |                     | Modifica les dades a Wikidata |
|        | Collet de Can Borla             | Sant Martí de Centelles                      | collada      |         | 41° 44′ 34″ N, 2° 13′ 38″ E / 41.74267222°N,2.22710833°E 831.1 msnm |           |                     | Modifica les dades a Wikidata |
|        | coll de la Pedra Dreta          | el Figaró-Montmany Sant Martí de Centelles   | collada      |         | 41° 43′ 53″ N, 2° 14′ 44″ E / 41.7314°N,2.24564°E 655.4 msnm        |           |                     | Modifica les dades a Wikidata |
|        | la Collada (Sant Quirze Safaja) | Sant Quirze Safaja Sant Martí de Centelles   | collada      |         | 41° 44′ 35″ N, 2° 11′ 10″ E / 41.743°N,2.18615°E 842.8 msnm         |           |                     | Modifica les dades a Wikidata |

## creu de terme
| imatge | Nom                           | Ubicat a                | instància de  | Detalls      | coordenades                                                                                       | Protecció | Commons (més fotos) | Dades a WD                    |
| ------ | ----------------------------- | ----------------------- | ------------- | ------------ | ------------------------------------------------------------------------------------------------- | --------- | ------------------- | ----------------------------- |
|        | creu de Sant Martí            | Sant Martí de Centelles | creu de terme | 17th century | 41° 45′ 57″ N, 2° 12′ 17″ E / 41.76594°N,2.20469°E ca:Antiga parròquia de Sant Martí de Centelles |           |                     | Modifica les dades a Wikidata |
|        | creu de Sant Miquel Sesperxes | Sant Martí de Centelles | creu de terme |              | 41° 44′ 45″ N, 2° 13′ 32″ E / 41.74595°N,2.22552°E ca:Antiga parròquia de Sant Miquel Sesperxes   |           |                     | Modifica les dades a Wikidata |

## curs d'aigua
| imatge | Nom                           | Ubicat a                                                           | instància de                                               | Detalls                                                                      | coordenades                                                                                               | Protecció | Commons (més fotos)               | Dades a WD                    |
| ------ | ----------------------------- | ------------------------------------------------------------------ | ---------------------------------------------------------- | ---------------------------------------------------------------------------- | --- | --------- | --------------------------------- | ----------------------------- |
|        | Congost                       | província de Barcelona Osona Vallès Oriental                       | curs d'aigua àrea protegida Pla d'Espais d'Interès Natural | Travessa: Osona Vallès Oriental Desemboca: Besòs Llarg: 41km Conca: 358.4km² | 41° 32′ 47″ N, 2° 15′ 05″ E / 41.546525°N,2.251326°E 41° 50′ 34″ N, 2° 10′ 58″ E / 41.842662°N,2.182677°E |           | Congost River                     | Modifica les dades a Wikidata |
|        | Sot de la Vall                | Sant Martí de Centelles                                            | curs d'aigua                                               | Desemboca: torrent del Mas Bosc Llarg: 2.2km                                 | 41° 44′ 19″ N, 2° 13′ 48″ E / 41.73851°N,2.230051°E 41° 43′ 44″ N, 2° 12′ 19″ E / 41.728881°N,2.205397°E  |           |                                   | Modifica les dades a Wikidata |
|        | el Rossinyol                  | Sant Quirze Safaja Sant Martí de Centelles Bigues i Riells del Fai | curs d'aigua                                               | Desemboca: el Tenes Llarg: 4.5km                                             | 41° 44′ 21″ N, 2° 11′ 39″ E / 41.739262°N,2.194283°E 41° 42′ 51″ N, 2° 11′ 22″ E / 41.714161°N,2.189422°E |           | El Rossinyol (Sant Quirze Safaja) | Modifica les dades a Wikidata |
|        | torrent de Centelles          | Sant Martí de Centelles Castellcir                                 | curs d'aigua                                               | Desemboca: riera de Castellcir Llarg: 2km                                    | 41° 46′ 25″ N, 2° 11′ 50″ E / 41.773741°N,2.19723°E 41° 46′ 08″ N, 2° 09′ 55″ E / 41.768839°N,2.165301°E  |           | Torrent de Centelles (Castellcir) | Modifica les dades a Wikidata |
|        | torrent de l'Espluga          | Sant Martí de Centelles Sant Quirze Safaja                         | curs d'aigua                                               | Desemboca: el Tenes Llarg: 5.5km                                             | 41° 45′ 12″ N, 2° 12′ 03″ E / 41.75328°N,2.200815°E 41° 43′ 35″ N, 2° 09′ 35″ E / 41.726462°N,2.159859°E  |           |                                   | Modifica les dades a Wikidata |
|        | torrent de l'Oller (l'Abella) | Sant Martí de Centelles                                            | curs d'aigua                                               | Desemboca: Congost Llarg: 2km                                                | 41° 45′ 38″ N, 2° 13′ 50″ E / 41.760686°N,2.230673°E 41° 45′ 10″ N, 2° 15′ 01″ E / 41.752797°N,2.250246°E |           |                                   | Modifica les dades a Wikidata |
|        | torrent de la Font del Boix   | Sant Quirze Safaja Sant Martí de Centelles el Figaró-Montmany      | curs d'aigua                                               | Desemboca: torrent del Bosc Negre Llarg: 1km                                 | 41° 43′ 45″ N, 2° 13′ 48″ E / 41.729081°N,2.230119°E 41° 43′ 35″ N, 2° 14′ 47″ E / 41.726473°N,2.246448°E |           |                                   | Modifica les dades a Wikidata |
|        | torrent de les Roquetes       | Sant Martí de Centelles Sant Quirze Safaja                         | curs d'aigua                                               | Desemboca: el Rossinyol Llarg: 0.8km                                         | 41° 43′ 44″ N, 2° 12′ 19″ E / 41.728894°N,2.205361°E 41° 43′ 51″ N, 2° 11′ 36″ E / 41.73072°N,2.19332°E   |           |                                   | Modifica les dades a Wikidata |
|        | torrent del Bosc              | Castellcir Sant Martí de Centelles                                 | curs d'aigua                                               | Desemboca: riera de Castellcir Llarg: 4.4km                                  | 41° 45′ 58″ N, 2° 11′ 57″ E / 41.766008°N,2.199119°E 41° 44′ 53″ N, 2° 09′ 35″ E / 41.748105°N,2.15973°E  |           |                                   | Modifica les dades a Wikidata |
|        | torrent del Mas Bosc          | Sant Martí de Centelles Sant Quirze Safaja                         | curs d'aigua                                               | Desemboca: torrent de les Roquetes Llarg: 2.4km                              | 41° 43′ 44″ N, 2° 12′ 19″ E / 41.7289°N,2.20537°E                                                         |           |                                   | Modifica les dades a Wikidata |

## edifici
| imatge | Nom                                | Ubicat a                | instància de | Detalls | coordenades                                                                                       | Protecció | Commons (més fotos) | Dades a WD                    |
| ------ | ---------------------------------- | ----------------------- | ------------ | ------- | ------------------------------------------------------------------------------------------------- | --------- | ------------------- | ----------------------------- |
|        | capella de Santa Maria del Castell | Sant Martí de Centelles | edifici      |         | 41° 46′ 11″ N, 2° 12′ 23″ E / 41.76962°N,2.20643°E ca:Antiga parròquia de Sant Martí de Centelles |           |                     | Modifica les dades a Wikidata |
|        | l'Hostal de l'Abella               | Sant Martí de Centelles | edifici      |         | 41° 45′ 50″ N, 2° 15′ 05″ E / 41.76378°N,2.25149°E ca:L'Abella                                    |           |                     | Modifica les dades a Wikidata |
|        | les Escoles de Sant Martí          | Sant Martí de Centelles | edifici      |         | 41° 45′ 58″ N, 2° 12′ 18″ E / 41.76619°N,2.20489°E ca:Antiga parròquia de Sant Martí de Centelles |           |                     | Modifica les dades a Wikidata |

## element arquitectònic
| imatge | Nom                                           | Ubicat a                | instància de          | Detalls | coordenades                                                                                       | Protecció | Commons (més fotos) | Dades a WD                    |
| ------ | --------------------------------------------- | ----------------------- | --------------------- | ------- | ------------------------------------------------------------------------------------------------- | --------- | ------------------- | ----------------------------- |
|        | Dovella de la casa n. 3 del carrer Sant Jaume | Sant Martí de Centelles | element arquitectònic |         | 41° 45′ 37″ N, 2° 14′ 59″ E / 41.76033°N,2.24965°E ca:L'Abella                                    |           |                     | Modifica les dades a Wikidata |
|        | Pou-mina del Mas Blanc                        | Sant Martí de Centelles | element arquitectònic |         | 41° 44′ 38″ N, 2° 12′ 12″ E / 41.74398°N,2.20341°E ca:Antiga parròquia de Sant Martí de Centelles |           |                     | Modifica les dades a Wikidata |

## entitat singular de població
| imatge | Nom                     | Ubicat a                | instància de                                                                   | Detalls | coordenades                                                                               | Protecció | Commons (més fotos)   | Dades a WD                    |
| ------ | ----------------------- | ----------------------- | ------------------------------------------------------------------------------ | ------- | ----------------------------------------------------------------------------------------- | --------- | --------------------- | ----------------------------- |
|        | Sant Martí de Centelles | Sant Martí de Centelles | entitat singular de població capital municipal ens local històric de Catalunya | 104 hab | 41° 45′ 58″ N, 2° 12′ 20″ E / 41.76617°N,2.20566°E ca:Carretera C-1413b, km 14,8 724 msnm |           |                       | Modifica les dades a Wikidata |
|        | Sant Miquel Sesperxes   | Sant Martí de Centelles | entitat singular de població                                                   | 49 hab  | 41° 44′ 49″ N, 2° 13′ 25″ E / 41.74688056°N,2.22361111°E 794 msnm                         |           | Sant Miquel Sesperxes | Modifica les dades a Wikidata |
|        | Valldaneu               | Sant Martí de Centelles | entitat singular de població ens local històric de Catalunya                   | 222 hab | 41° 45′ 12″ N, 2° 14′ 37″ E / 41.75344722°N,2.24352778°E 518 msnm                         |           | Valldaneu (nucli)     | Modifica les dades a Wikidata |
|        | l'Abella                | Sant Martí de Centelles | entitat singular de població                                                   | 885 hab | 41° 45′ 37″ N, 2° 14′ 53″ E / 41.76025°N,2.2479722222222°E 420 msnm                       |           | L'Abella              | Modifica les dades a Wikidata |

## església
| imatge | Nom                                              | Ubicat a                | instància de | Detalls                                             | coordenades                                                                            | Protecció                   | Commons (més fotos)                                   | Dades a WD                    |
| ------ | ------------------------------------------------ | ----------------------- | ------------ | --------------------------------------------------- | -------------------------------------------------------------------------------------- | --------------------------- | ----------------------------------------------------- | ----------------------------- |
|        | Sant Pere de Valldaneu                           | Sant Martí de Centelles | església     | Estil: arquitectura romànica arquitectura eclèctica | 41° 44′ 55″ N, 2° 14′ 49″ E / 41.74849°N,2.246988°E                                    | bé cultural d'interès local | Sant Pere de Valldaneu                                | Modifica les dades a Wikidata |
|        | capella de Sant Jaume                            | Sant Martí de Centelles | església     |                                                     | 41° 45′ 45″ N, 2° 15′ 03″ E / 41.762411°N,2.250871°E 411 msnm                          | bé cultural d'interès local | Sant Jaume de Sant Martí de Centelles                 | Modifica les dades a Wikidata |
|        | conjunt de l'església de Sant Martí de Centelles | Sant Martí de Centelles | església     |                                                     | 41° 45′ 56″ N, 2° 12′ 17″ E / 41.765638°N,2.204588°E 727 msnm                          | bé cultural d'interès local | Conjunt de l'església de Sant Martí de Centelles      | Modifica les dades a Wikidata |
|        | església de Nostra Senyora dels Àngels           | Sant Martí de Centelles | església     | 20th century                                        | 41° 45′ 32″ N, 2° 14′ 46″ E / 41.758867°N,2.246112°E ca:Colònia Oller a l'Abella       | bé cultural d'interès local | Nostra Senyora dels Àngels de Sant Martí de Centelles | Modifica les dades a Wikidata |
|        | església de Sant Miquel Sesperxes                | Sant Martí de Centelles | església     | 18th century                                        | 41° 44′ 45″ N, 2° 13′ 26″ E / 41.745933°N,2.224003°E ca:Sant Miquel Sesperxes 825 msnm | bé cultural d'interès local | Església de Sant Miquel Sesperxes                     | Modifica les dades a Wikidata |

## font
| imatge | Nom                              | Ubicat a                | instància de | Detalls | coordenades                                                                                       | Protecció | Commons (més fotos) | Dades a WD                    |
| ------ | -------------------------------- | ----------------------- | ------------ | ------- | ------------------------------------------------------------------------------------------------- | --------- | ------------------- | ----------------------------- |
|        | font de ca n'Eglésies            | Sant Martí de Centelles | font         |         | 41° 44′ 55″ N, 2° 14′ 53″ E / 41.7486°N,2.24793°E ca:Antiga parròquia de Sant Pere de Valldeneu   |           |                     | Modifica les dades a Wikidata |
|        | font de l'Ajuntament             | Sant Martí de Centelles | font         |         | 41° 45′ 50″ N, 2° 15′ 04″ E / 41.76399°N,2.25115°E ca:L'Abella                                    |           |                     | Modifica les dades a Wikidata |
|        | font de les Alzines o de l'Oller | Sant Martí de Centelles | font         |         | 41° 45′ 26″ N, 2° 14′ 48″ E / 41.75736°N,2.24669°E ca:Colònia Oller                               |           |                     | Modifica les dades a Wikidata |
|        | la Font del Rector o del raig    | Sant Martí de Centelles | font         |         | 41° 45′ 54″ N, 2° 12′ 15″ E / 41.76495°N,2.20411°E ca:Antiga parròquia de Sant Martí de Centelles |           |                     | Modifica les dades a Wikidata |

## forn de calç
| imatge | Nom                                        | Ubicat a                | instància de | Detalls                                  | coordenades                                                                     | Protecció                                  | Commons (més fotos)   | Dades a WD                    |
| ------ | ------------------------------------------ | ----------------------- | ------------ | ---------------------------------------- | ------------------------------------------------------------------------------- | ------------------------------------------ | --------------------- | ----------------------------- |
|        | Forn de calç de Valldeneu                  | Sant Martí de Centelles | forn de calç |                                          | 41° 44′ 43″ N, 2° 14′ 33″ E / 41.74537°N,2.24237°E ca:Mas Valldeneu             |                                            |                       | Modifica les dades a Wikidata |
|        | Forn de calç del camí al Pla de la Batalla | Sant Martí de Centelles | forn de calç |                                          | 41° 45′ 16″ N, 2° 14′ 23″ E / 41.75451°N,2.23963°E ca:Camí al Pla de la Batalla |                                            |                       | Modifica les dades a Wikidata |
|        | Forn de calç el Febrer                     | Sant Martí de Centelles | forn de calç | Estil: arquitectura popular              | 41° 45′ 08″ N, 2° 13′ 35″ E / 41.75215°N,2.2263°E                               | bé integrant del patrimoni cultural català |                       | Modifica les dades a Wikidata |
|        | Forn de calç l'Aliguer                     | Sant Martí de Centelles | forn de calç | Estil: arquitectura popular              | 41° 44′ 30″ N, 2° 11′ 22″ E / 41.74168°N,2.18937°E                              | bé integrant del patrimoni cultural català |                       | Modifica les dades a Wikidata |
|        | Forns de calç l'Oller                      | Sant Martí de Centelles | forn de calç | Estil: arquitectura popular 19th century | 41° 45′ 24″ N, 2° 14′ 35″ E / 41.756654°N,2.243023°E ca:L'Abella 425 msnm       | bé cultural d'interès local                | Forns de calç l'Oller | Modifica les dades a Wikidata |

## indret
| imatge | Nom                      | Ubicat a                                   | instància de | Detalls | coordenades                                                                                      | Protecció | Commons (més fotos) | Dades a WD                    |
| ------ | ------------------------ | ------------------------------------------ | ------------ | ------- | ------------------------------------------------------------------------------------------------ | --------- | ------------------- | ----------------------------- |
|        | Camp de les Perera       | Sant Martí de Centelles                    | indret       |         | 41° 46′ 06″ N, 2° 12′ 05″ E / 41.7683°N,2.20142°E 870 msnm                                       |           |                     | Modifica les dades a Wikidata |
|        | Camps de Bellavista      | Sant Martí de Centelles                    | indret       |         | 41° 44′ 02″ N, 2° 14′ 13″ E / 41.73381361°N,2.23690556°E 815 msnm                                |           |                     | Modifica les dades a Wikidata |
|        | Camps de Bellavista Nova | Sant Martí de Centelles                    | indret       |         | 41° 44′ 02″ N, 2° 14′ 13″ E / 41.73381361°N,2.23690556°E 815 msnm                                |           |                     | Modifica les dades a Wikidata |
|        | Cingles del Cerdà        | Sant Martí de Centelles Centelles          | indret       |         | 41° 45′ 54″ N, 2° 14′ 16″ E / 41.764867°N,2.237742°E 730 msnm                                    |           | Cingles del Cerdà   | Modifica les dades a Wikidata |
|        | El Pla de Sant Miquel    | Sant Martí de Centelles                    | indret       |         | 41° 44′ 40″ N, 2° 13′ 46″ E / 41.7444°N,2.22939°E                                                |           |                     | Modifica les dades a Wikidata |
|        | Els Horts                | Sant Martí de Centelles                    | indret       |         | 41° 43′ 50″ N, 2° 13′ 31″ E / 41.7305°N,2.22528°E 795 msnm                                       |           |                     | Modifica les dades a Wikidata |
|        | Els Sots                 | Sant Martí de Centelles Sant Quirze Safaja | indret       |         | 41° 43′ 49″ N, 2° 14′ 23″ E / 41.7302°N,2.23967°E                                                |           |                     | Modifica les dades a Wikidata |
|        | Feixa Plana              | Sant Quirze Safaja Sant Martí de Centelles | indret       |         | 41° 44′ 18″ N, 2° 11′ 23″ E / 41.73832778°N,2.18971667°E 690 msnm                                |           |                     | Modifica les dades a Wikidata |
|        | L'Adorar                 | Sant Martí de Centelles Centelles          | indret       |         | 41° 45′ 37″ N, 2° 14′ 28″ E / 41.760308°N,2.241083°E 482 msnm                                    |           | L'Adorar            | Modifica les dades a Wikidata |
|        | L'Estalviada             | Sant Martí de Centelles                    | indret       |         | 41° 46′ 03″ N, 2° 11′ 41″ E / 41.76737917°N,2.19484167°E                                         |           |                     | Modifica les dades a Wikidata |
|        | Les Mirones              | Sant Martí de Centelles                    | indret       |         | 41° 44′ 36″ N, 2° 15′ 18″ E / 41.74322°N,2.25496°E ca:Antiga parròquia de Sant Pere de Valldeneu |           |                     | Modifica les dades a Wikidata |
|        | Pla de Bruga             | Castellcir Sant Martí de Centelles         | indret       |         | 41° 46′ 46″ N, 2° 10′ 45″ E / 41.7795°N,2.17923°E 890 msnm                                       |           |                     | Modifica les dades a Wikidata |
|        | Pla del Plans            | Sant Quirze Safaja Sant Martí de Centelles | indret       |         | 41° 44′ 05″ N, 2° 11′ 25″ E / 41.73459222°N,2.19023889°E 705 msnm                                |           |                     | Modifica les dades a Wikidata |
|        | Revolt de la Paella      | Sant Martí de Centelles                    | indret       |         | 41° 44′ 00″ N, 2° 11′ 37″ E / 41.7333°N,2.19355°E                                                |           |                     | Modifica les dades a Wikidata |
|        | Solella dels Plans       | Sant Quirze Safaja Sant Martí de Centelles | indret       |         | 41° 43′ 55″ N, 2° 11′ 29″ E / 41.73189444°N,2.19148333°E                                         |           |                     | Modifica les dades a Wikidata |
|        | Sot dels Trèmols         | Sant Martí de Centelles                    | indret       |         | 41° 45′ 50″ N, 2° 11′ 36″ E / 41.76398333°N,2.19343056°E                                         |           |                     | Modifica les dades a Wikidata |
|        | Sots Fondos              | Castellcir Sant Martí de Centelles         | indret       |         | 41° 46′ 31″ N, 2° 11′ 22″ E / 41.775404°N,2.189432°E 775 msnm                                    |           |                     | Modifica les dades a Wikidata |

## jardí públic
| imatge | Nom                       | Ubicat a                | instància de                | Detalls | coordenades                                                    | Protecció | Commons (més fotos) | Dades a WD                    |
| ------ | ------------------------- | ----------------------- | --------------------------- | ------- | -------------------------------------------------------------- | --------- | ------------------- | ----------------------------- |
|        | Parc de la Font           | Sant Martí de Centelles | jardí públic                |         | 41° 45′ 41″ N, 2° 14′ 49″ E / 41.76141°N,2.24684°E ca:L'Abella |           |                     | Modifica les dades a Wikidata |
|        | Parc dels Països Catalans | Sant Martí de Centelles | jardí públic mobiliari urbà |         | 41° 45′ 52″ N, 2° 15′ 03″ E / 41.76458°N,2.25094°E ca:L'Abella |           |                     | Modifica les dades a Wikidata |

## masia
| imatge | Nom                               | Ubicat a                                   | instància de     | Detalls                                  | coordenades | Protecció                                                                        | Commons (més fotos)                     | Dades a WD                    |
| ------ | --------------------------------- | ------------------------------------------ | ---------------- | ---------------------------------------- | --- | -------------------------------------------------------------------------------- | --------------------------------------- | ----------------------------- |
|        | Bellavista Nova                   | Sant Martí de Centelles                    | masia            |                                          | 41° 43′ 50″ N, 2° 13′ 09″ E / 41.730525°N,2.21919806°E 812.4 msnm                                                               |                                                                                  |                                         | Modifica les dades a Wikidata |
|        | Bellavista Vella                  | Sant Martí de Centelles                    | masia            |                                          | 41° 44′ 02″ N, 2° 14′ 06″ E / 41.73375528°N,2.23510778°E ca:Sant Miquel Sesperxes 854.2 msnm                                    |                                                                                  | Bellavista Vella                        | Modifica les dades a Wikidata |
|        | Ca l'Escloper                     | Sant Martí de Centelles                    | masia            |                                          | 41° 44′ 34″ N, 2° 13′ 39″ E / 41.7429113389301°N,2.22738822429949°E                                                             |                                                                                  |                                         | Modifica les dades a Wikidata |
|        | Ca l'Iglésies                     | Sant Martí de Centelles                    | masia            | Estil: arquitectura popular 16th century | 41° 44′ 54″ N, 2° 14′ 48″ E / 41.748343°N,2.246773°E ca:A tocar de l'església de Sant Pere de Valldaneu 456 msnm                | bé cultural d'interès local                                                      | Ca l'Iglésies (Sant Martí de Centelles) | Modifica les dades a Wikidata |
|        | Ca l'Oleguer                      | Sant Martí de Centelles                    | masia            |                                          | 41° 44′ 59″ N, 2° 11′ 56″ E / 41.7497690101603°N,2.19894494732412°E                                                             |                                                                                  |                                         | Modifica les dades a Wikidata |
|        | Ca l'Oreneta                      | Sant Martí de Centelles                    | masia            |                                          | 41° 46′ 48″ N, 2° 12′ 47″ E / 41.7800846450569°N,2.21303171935971°E                                                             |                                                                                  |                                         | Modifica les dades a Wikidata |
|        | Ca la Viuda                       | Sant Martí de Centelles                    | masia            | 17th century                             | 41° 45′ 01″ N, 2° 11′ 48″ E / 41.750255°N,2.196762°E 755 msnm                                                                   |                                                                                  |                                         | Modifica les dades a Wikidata |
|        | Ca n'Aliguer                      | Sant Martí de Centelles                    | masia            |                                          | 41° 44′ 31″ N, 2° 11′ 27″ E / 41.742°N,2.19093°E 706.2 msnm                                                                     |                                                                                  |                                         | Modifica les dades a Wikidata |
|        | Cal Català                        | Sant Martí de Centelles                    | masia            |                                          | 41° 46′ 49″ N, 2° 12′ 45″ E / 41.78026492289137°N,2.2123771905899052°E                                                          |                                                                                  |                                         | Modifica les dades a Wikidata |
|        | Can Benet                         | Sant Martí de Centelles                    | masia            |                                          | 41° 45′ 08″ N, 2° 14′ 53″ E / 41.7522265974464°N,2.24806100226634°E                                                             |                                                                                  |                                         | Modifica les dades a Wikidata |
|        | Can Benetó                        | Sant Martí de Centelles                    | masia            |                                          | 41° 44′ 37″ N, 2° 13′ 30″ E / 41.743687°N,2.224933°E 800 msnm                                                                   |                                                                                  |                                         | Modifica les dades a Wikidata |
|        | Can Bessó                         | Sant Martí de Centelles                    | masia            |                                          | 41° 46′ 06″ N, 2° 12′ 43″ E / 41.7684318321072°N,2.2120312046619°E                                                              |                                                                                  |                                         | Modifica les dades a Wikidata |
|        | Can Borla                         | Sant Martí de Centelles                    | masia            | 18th century                             | 41° 44′ 37″ N, 2° 13′ 47″ E / 41.743738371721°N,2.22983170865977°E ca:Antiga parròquia de Sant Miquel Sesperxes                 |                                                                                  |                                         | Modifica les dades a Wikidata |
|        | Can Borla Petit                   | Sant Martí de Centelles                    | masia            |                                          | 41° 44′ 35″ N, 2° 13′ 41″ E / 41.7431768849943°N,2.22803446438294°E                                                             |                                                                                  |                                         | Modifica les dades a Wikidata |
|        | Can Buenos Aires                  | Sant Martí de Centelles                    | masia            |                                          | 41° 46′ 14″ N, 2° 12′ 48″ E / 41.7705214929164°N,2.21335315490732°E                                                             |                                                                                  |                                         | Modifica les dades a Wikidata |
|        | Can Capó                          | Sant Martí de Centelles                    | masia            |                                          | 41° 44′ 27″ N, 2° 12′ 47″ E / 41.74077°N,2.21299°E ca:Antiga parròquia de Sant Miquel Sesperxes                                 |                                                                                  |                                         | Modifica les dades a Wikidata |
|        | Can Carabrut                      | Sant Martí de Centelles                    | masia            |                                          | 41° 44′ 47″ N, 2° 12′ 37″ E / 41.7463172534153°N,2.21035331657643°E ca:Antiga parròquia de Sant Miquel Sesperxes                |                                                                                  |                                         | Modifica les dades a Wikidata |
|        | Can Corpus                        | Sant Martí de Centelles                    | masia            |                                          | 41° 46′ 27″ N, 2° 12′ 30″ E / 41.7741624599971°N,2.20842361534154°E                                                             |                                                                                  |                                         | Modifica les dades a Wikidata |
|        | Can Costeta                       | Sant Martí de Centelles                    | masia            |                                          | 41° 44′ 50″ N, 2° 12′ 00″ E / 41.7471555846008°N,2.20003582131455°E ca:Racó de la Font                                          |                                                                                  |                                         | Modifica les dades a Wikidata |
|        | Can Cuixes                        | Sant Martí de Centelles                    | masia            |                                          | 41° 44′ 30″ N, 2° 11′ 45″ E / 41.7417048170299°N,2.19594245817148°E ca:Racó de la Font                                          |                                                                                  |                                         | Modifica les dades a Wikidata |
|        | Can Deixafer                      | Sant Martí de Centelles                    | masia            |                                          | 41° 44′ 56″ N, 2° 11′ 43″ E / 41.748797897704°N,2.19531271807215°E ca:Racó de la Font                                           |                                                                                  |                                         | Modifica les dades a Wikidata |
|        | Can Fabregar                      | Sant Martí de Centelles                    | masia            |                                          | 41° 44′ 07″ N, 2° 15′ 17″ E / 41.7353188926983°N,2.25472764976781°E 212 msnm                                                    |                                                                                  | Can Fabregar                            | Modifica les dades a Wikidata |
|        | Can Farigola                      | Sant Martí de Centelles                    | masia            |                                          | 41° 44′ 42″ N, 2° 13′ 34″ E / 41.7450555775663°N,2.22613579262113°E ca:Antiga parròquia de Sant Miquel Sesperxes                |                                                                                  |                                         | Modifica les dades a Wikidata |
|        | Can Felis                         | Sant Martí de Centelles                    | masia            |                                          | 41° 45′ 16″ N, 2° 13′ 01″ E / 41.7545041415081°N,2.21686863253494°E                                                             |                                                                                  |                                         | Modifica les dades a Wikidata |
|        | Can Ferra                         | Sant Martí de Centelles                    | masia            |                                          | 41° 44′ 49″ N, 2° 11′ 51″ E / 41.7469225807582°N,2.19762127662712°E ca:Racó de la Font                                          |                                                                                  |                                         | Modifica les dades a Wikidata |
|        | Can Ferrer                        | Sant Martí de Centelles                    | masia            |                                          | 41° 44′ 54″ N, 2° 11′ 40″ E / 41.74835556°N,2.19436111°E 733.6 msnm                                                             |                                                                                  |                                         | Modifica les dades a Wikidata |
|        | Can Genis                         | Sant Martí de Centelles                    | masia            |                                          | 41° 44′ 39″ N, 2° 13′ 19″ E / 41.74417°N,2.22197°E ca:Antiga parròquia de Sant Miquel Sesperxes                                 |                                                                                  |                                         | Modifica les dades a Wikidata |
|        | Can Joan                          | Sant Martí de Centelles                    | masia            |                                          | 41° 45′ 48″ N, 2° 13′ 04″ E / 41.7632648102279°N,2.21773654904064°E                                                             |                                                                                  |                                         | Modifica les dades a Wikidata |
|        | Can Joanot                        | Sant Martí de Centelles                    | masia            |                                          | 41° 45′ 10″ N, 2° 13′ 19″ E / 41.7528177039705°N,2.22185676233469°E                                                             |                                                                                  |                                         | Modifica les dades a Wikidata |
|        | Can Llasí                         | Sant Martí de Centelles                    | masia            |                                          | 41° 45′ 15″ N, 2° 13′ 12″ E / 41.7542458948054°N,2.21995104871933°E                                                             |                                                                                  |                                         | Modifica les dades a Wikidata |
|        | Can Manya                         | Sant Martí de Centelles                    | masia            |                                          | 41° 44′ 40″ N, 2° 11′ 55″ E / 41.7443181727161°N,2.19871204212743°E                                                             |                                                                                  |                                         | Modifica les dades a Wikidata |
|        | Can Marçó                         | Sant Martí de Centelles                    | masia            |                                          | 41° 44′ 59″ N, 2° 11′ 38″ E / 41.74981667°N,2.19387778°E 766 msnm                                                               |                                                                                  |                                         | Modifica les dades a Wikidata |
|        | Can Miqueló                       | Sant Martí de Centelles                    | masia            |                                          | 41° 45′ 05″ N, 2° 13′ 24″ E / 41.7513232669372°N,2.22329410183673°E                                                             |                                                                                  |                                         | Modifica les dades a Wikidata |
|        | Can Montcau                       | Sant Martí de Centelles                    | masia            |                                          | 41° 45′ 47″ N, 2° 14′ 54″ E / 41.7630089155588°N,2.24821181617496°E                                                             |                                                                                  |                                         | Modifica les dades a Wikidata |
|        | Can Pere Xic                      | Sant Martí de Centelles                    | masia            |                                          | 41° 46′ 04″ N, 2° 12′ 30″ E / 41.7678757411272°N,2.2084407501511°E                                                              |                                                                                  |                                         | Modifica les dades a Wikidata |
|        | Can Roquetes                      | Sant Martí de Centelles                    | masia            |                                          | 41° 45′ 36″ N, 2° 13′ 06″ E / 41.7600541804024°N,2.21844919706714°E ca:Pla de la Garga                                          |                                                                                  |                                         | Modifica les dades a Wikidata |
|        | Can Tarrecó                       | Sant Martí de Centelles                    | masia            |                                          | 41° 46′ 47″ N, 2° 12′ 41″ E / 41.7798°N,2.21135°E                                                                               |                                                                                  |                                         | Modifica les dades a Wikidata |
|        | Can Ton                           | Sant Martí de Centelles                    | masia            |                                          | 41° 44′ 54″ N, 2° 14′ 49″ E / 41.74843°N,2.24701°E ca:Antiga parròquia de Sant Pere de Valldeneu                                |                                                                                  |                                         | Modifica les dades a Wikidata |
|        | Can Tudis                         | Sant Martí de Centelles                    | masia            |                                          | 41° 46′ 11″ N, 2° 12′ 45″ E / 41.7698224128595°N,2.21254356540069°E ca:Antiga parròquia de Sant Martí de Centelles              |                                                                                  |                                         | Modifica les dades a Wikidata |
|        | Can Xicó                          | Sant Martí de Centelles                    | masia            |                                          | 41° 45′ 13″ N, 2° 13′ 00″ E / 41.7534759575375°N,2.21666462222432°E 781 msnm                                                    |                                                                                  | Can Xicó (Sant Martí de Centelles)      | Modifica les dades a Wikidata |
|        | Casanova de la Vall               | Sant Martí de Centelles                    | masia            | 18th century                             | 41° 44′ 31″ N, 2° 12′ 49″ E / 41.74206°N,2.2135°E ca:Sot de la Vall                                                             |                                                                                  |                                         | Modifica les dades a Wikidata |
|        | Castellar                         | Sant Martí de Centelles                    | masia casa forta | 13rd century                             | 41° 44′ 13″ N, 2° 14′ 58″ E / 41.737069°N,2.249343°E ca:Sant Pere de Valldaneu 51 msnm                                          | bé d'interès cultural bé cultural d'interès nacional bé cultural d'interès local | El Castellar (Sant Martí de Centelles)  | Modifica les dades a Wikidata |
|        | Comabessona                       | Sant Martí de Centelles                    | masia            |                                          | 41° 45′ 52″ N, 2° 13′ 04″ E / 41.764517736466°N,2.2178777240675°E                                                               |                                                                                  |                                         | Modifica les dades a Wikidata |
|        | Mas Blanc                         | Sant Martí de Centelles                    | masia            |                                          | 41° 44′ 36″ N, 2° 12′ 14″ E / 41.743239°N,2.203926°E ca:Antiga parròquia de Sant Martí de Centelles 745 msnm                    | bé cultural d'interès local                                                      |                                         | Modifica les dades a Wikidata |
|        | Mas Bosc                          | Sant Martí de Centelles                    | masia            | 16th century                             | 41° 43′ 41″ N, 2° 12′ 44″ E / 41.72818611°N,2.21213333°E ca:Zona de Roquetes 682 msnm                                           |                                                                                  |                                         | Modifica les dades a Wikidata |
|        | Puig-arnau                        | Sant Martí de Centelles                    | masia            |                                          | 41° 44′ 14″ N, 2° 13′ 36″ E / 41.7371°N,2.22678°E                                                                               |                                                                                  |                                         | Modifica les dades a Wikidata |
|        | Puigventós                        | Sant Martí de Centelles                    | masia            |                                          | 41° 44′ 43″ N, 2° 13′ 05″ E / 41.7452359257365°N,2.21818394893953°E ca:Antiga parròquia de Sant Miquel Sesperxes                |                                                                                  |                                         | Modifica les dades a Wikidata |
|        | Valldaneu                         | Sant Martí de Centelles                    | masia            |                                          | 41° 44′ 40″ N, 2° 14′ 33″ E / 41.744543°N,2.242423°E ca:Antiga parròquia de Sant Pere de Valldeneu 521 msnm                     |                                                                                  | Valldaneu (masia)                       | Modifica les dades a Wikidata |
|        | capella de la Serra de Santa Anna | Sant Martí de Centelles                    | masia            |                                          | 41° 46′ 28″ N, 2° 12′ 50″ E / 41.77456°N,2.21375°E ca:Antiga parròquia de Sant Martí de Centelles                               |                                                                                  |                                         | Modifica les dades a Wikidata |
|        | capella del Pou                   | Sant Martí de Centelles                    | masia            |                                          | 41° 45′ 13″ N, 2° 12′ 18″ E / 41.75373°N,2.20496°E ca:Mas el Pou                                                                |                                                                                  |                                         | Modifica les dades a Wikidata |
|        | el Fabregar                       | Sant Martí de Centelles                    | masia            |                                          | 41° 45′ 23″ N, 2° 11′ 47″ E / 41.75648333°N,2.19639722°E ca:Antiga parròquia de Sant Martí de Centelles 862.4 msnm              | bé cultural d'interès local                                                      |                                         | Modifica les dades a Wikidata |
|        | el Febrer                         | Sant Martí de Centelles                    | masia            |                                          | 41° 45′ 10″ N, 2° 13′ 37″ E / 41.7529157385946°N,2.22703972328382°E ca:Pla de la Garga 752 msnm                                 |                                                                                  | El Febrer                               | Modifica les dades a Wikidata |
|        | el Montpar                        | Sant Martí de Centelles                    | masia            |                                          | 41° 45′ 30″ N, 2° 13′ 25″ E / 41.7582432991176°N,2.2236918307197°E ca:Pla de la Garga                                           |                                                                                  |                                         | Modifica les dades a Wikidata |
|        | el Pou                            | Sant Martí de Centelles                    | masia            |                                          | 41° 45′ 13″ N, 2° 12′ 18″ E / 41.753691°N,2.205108°E ca:Antiga parròquia de Sant Martí de Centelles 800 msnm                    | bé cultural d'interès local                                                      | El Pou (Sant Martí de Centelles)        | Modifica les dades a Wikidata |
|        | el Presseguer                     | Sant Martí de Centelles                    | masia            | Estil: arquitectura popular 14th century | 41° 44′ 57″ N, 2° 13′ 39″ E / 41.749197°N,2.227532°E ca:Ctra. Centelles - Sant Feliu de Codines, Sant Miquel Sesperxes 750 msnm | bé cultural d'interès local                                                      | El Presseguer                           | Modifica les dades a Wikidata |
|        | el Pujol                          | Sant Martí de Centelles                    | masia            |                                          | 41° 46′ 36″ N, 2° 12′ 35″ E / 41.7765310201877°N,2.20969400887479°E ca:Antiga parròquia de Sant Martí de Centelles              |                                                                                  |                                         | Modifica les dades a Wikidata |
|        | el Rajadell                       | Sant Martí de Centelles                    | masia            | 19th century                             | 41° 44′ 06″ N, 2° 14′ 20″ E / 41.73489444°N,2.23883056°E 841 msnm                                                               |                                                                                  | El Rajadell                             | Modifica les dades a Wikidata |
|        | el Soler del Coll                 | Sant Martí de Centelles                    | masia            |                                          | 41° 44′ 21″ N, 2° 13′ 13″ E / 41.7392156393221°N,2.22030133166909°E ca:Antiga parròquia de Sant Miquel Sesperxes                |                                                                                  |                                         | Modifica les dades a Wikidata |
|        | el Taló                           | Sant Martí de Centelles                    | masia            |                                          | 41° 45′ 04″ N, 2° 12′ 38″ E / 41.7511559827475°N,2.2106428227042°E                                                              |                                                                                  |                                         | Modifica les dades a Wikidata |
|        | l'Oller                           | Sant Martí de Centelles                    | masia            |                                          | 41° 45′ 24″ N, 2° 14′ 48″ E / 41.756801°N,2.246678°E ca:L'Abella                                                                | bé cultural d'interès local                                                      | L'Oller (Sant Martí de Centelles)       | Modifica les dades a Wikidata |
|        | la Casanova                       | Sant Martí de Centelles                    | masia            |                                          | 41° 45′ 12″ N, 2° 14′ 46″ E / 41.7531952767002°N,2.24606503696722°E ca:Antiga parròquia de Sant Pere de Valldeneu               |                                                                                  |                                         | Modifica les dades a Wikidata |
|        | la Rovira de Cerdans              | Sant Martí de Centelles                    | masia            | 15th century                             | 41° 46′ 25″ N, 2° 12′ 06″ E / 41.77368889°N,2.20166639°E 856.1 msnm                                                             | bé cultural d'interès local                                                      |                                         | Modifica les dades a Wikidata |
|        | la Serra de Santa Anna            | Sant Martí de Centelles                    | masia            |                                          | 41° 46′ 27″ N, 2° 12′ 52″ E / 41.774146726178°N,2.2143839456463°E                                                               |                                                                                  |                                         | Modifica les dades a Wikidata |
|        | la Vall                           | Sant Martí de Centelles                    | masia            |                                          | 41° 44′ 09″ N, 2° 12′ 52″ E / 41.73594194°N,2.21451667°E ca:Sot de la Vall                                                      |                                                                                  |                                         | Modifica les dades a Wikidata |
|        | la Viladavall                     | Sant Martí de Centelles                    | masia            | Estil: arquitectura popular 17th century | 41° 45′ 53″ N, 2° 12′ 26″ E / 41.764739°N,2.20717°E ca:Ctra. Centelles - Sant Feliu de Codines, km 3 693 msnm                   | bé cultural d'interès local                                                      |                                         | Modifica les dades a Wikidata |
|        | les Comes                         | Sant Martí de Centelles                    | masia            | Estil: arquitectura popular              | 41° 45′ 58″ N, 2° 12′ 20″ E / 41.7662°N,2.20563°E 713.8 msnm                                                                    | bé cultural d'interès local                                                      |                                         | Modifica les dades a Wikidata |
|        | les Roquetes                      | Sant Martí de Centelles Sant Quirze Safaja | masia            |                                          | 41° 43′ 46″ N, 2° 12′ 04″ E / 41.729371°N,2.201122°E ca:Torrent de Roquetes                                                     |                                                                                  |                                         | Modifica les dades a Wikidata |
|        | rectoria de Valldaneu             | Sant Martí de Centelles                    | masia            |                                          | 41° 45′ 10″ N, 2° 14′ 43″ E / 41.7526948779769°N,2.2453010916434°E ca:Sant Pere de Valldeneu 430 msnm                           |                                                                                  | Rectoria de Valldaneu                   | Modifica les dades a Wikidata |

## muntanya
| imatge | Nom              | Ubicat a                | instància de | Detalls | coordenades                                                      | Protecció | Commons (més fotos)                  | Dades a WD                    |
| ------ | ---------------- | ----------------------- | ------------ | ------- | ---------------------------------------------------------------- | --------- | ------------------------------------ | ----------------------------- |
|        | Puig Fabregar    | Sant Martí de Centelles | muntanya     |         | 41° 45′ 34″ N, 2° 12′ 14″ E / 41.75945°N,2.20387778°E 932.6 msnm |           | Puig Fabregar                        | Modifica les dades a Wikidata |
|        | Puig Oriol       | Sant Martí de Centelles | muntanya     |         | 41° 46′ 10″ N, 2° 11′ 42″ E / 41.7694°N,2.19504°E 980 msnm       |           | Puig Oriol (Sant Martí de Centelles) | Modifica les dades a Wikidata |
|        | Puig Romaní      | Sant Martí de Centelles | muntanya     |         | 41° 43′ 51″ N, 2° 12′ 55″ E / 41.7307°N,2.21533°E 769.9 msnm     |           |                                      | Modifica les dades a Wikidata |
|        | Puigfred         | Sant Martí de Centelles | muntanya     |         | 41° 44′ 06″ N, 2° 14′ 00″ E / 41.735021°N,2.233217°E 933 msnm    |           | Puigfred                             | Modifica les dades a Wikidata |
|        | Turó de Ragidell | Sant Martí de Centelles | muntanya     |         | 41° 44′ 10″ N, 2° 14′ 16″ E / 41.7361°N,2.2378°E 893 msnm        |           |                                      | Modifica les dades a Wikidata |
|        | la Trona         | Sant Martí de Centelles | muntanya     |         | 41° 43′ 59″ N, 2° 14′ 29″ E / 41.7331°N,2.24128°E 806 msnm       |           | La Trona (Sant Martí de Centelles)   | Modifica les dades a Wikidata |

## pont
| imatge | Nom               | Ubicat a                           | instància de | Detalls                                                    | coordenades                                                                                 | Protecció                   | Commons (més fotos) | Dades a WD                    |
| ------ | ----------------- | ---------------------------------- | ------------ | ---------------------------------------------------------- | ------------------------------------------------------------------------------------------- | --------------------------- | ------------------- | ----------------------------- |
|        | Pont de Fontmolsa | Sant Martí de Centelles            | pont         | 1875                                                       | 41° 45′ 04″ N, 2° 15′ 03″ E / 41.7510190288348°N,2.25072121886673°E ca:Torrent de Valldaneu |                             |                     | Modifica les dades a Wikidata |
|        | Pont de l'Abella  | Sant Martí de Centelles Aiguafreda | pont         | Estil: arquitectura popular 18th century Travessa: Congost | 41° 45′ 51″ N, 2° 15′ 06″ E / 41.76423°N,2.25176°E ca:Riu Congost                           | bé cultural d'interès local | Pont de l'Abella    | Modifica les dades a Wikidata |

## serra
| imatge | Nom                      | Ubicat a                                                           | instància de                                        | Detalls                                     | coordenades                                                         | Protecció | Commons (més fotos) | Dades a WD                    |
| ------ | ------------------------ | ------------------------------------------------------------------ | --------------------------------------------------- | ------------------------------------------- | ------------------------------------------------------------------- | --------- | ------------------- | ----------------------------- |
|        | Carena de Bassapedrells  | Castellcir Sant Martí de Centelles                                 | serra                                               | Llarg: 1km                                  | 41° 45′ 36″ N, 2° 11′ 14″ E / 41.7601°N,2.1873°E                    |           |                     | Modifica les dades a Wikidata |
|        | Carena dels Brucs        | Sant Martí de Centelles                                            | serra                                               | Llarg: 1km                                  | 41° 45′ 33″ N, 2° 11′ 53″ E / 41.7593°N,2.19797°E                   |           |                     | Modifica les dades a Wikidata |
|        | Cingles de Bertí         | Sant Quirze Safaja Bigues i Riells del Fai Sant Martí de Centelles | serra àrea protegida Pla d'Espais d'Interès Natural | 1992 Llarg: 13.5km Superfície: 4230.36419ha | 41° 42′ 58″ N, 2° 11′ 25″ E / 41.7161°N,2.19038°E                   |           | Cingles de Bertí    | Modifica les dades a Wikidata |
|        | Serra de Bernils         | Castellcir Sant Martí de Centelles                                 | serra                                               |                                             | 41° 45′ 57″ N, 2° 11′ 17″ E / 41.765923°N,2.187992°E 761.6 msnm     |           |                     | Modifica les dades a Wikidata |
|        | Serra de Puig-arnau      | Sant Martí de Centelles                                            | serra                                               |                                             | 41° 43′ 51″ N, 2° 13′ 15″ E / 41.7309°N,2.22085°E                   |           |                     | Modifica les dades a Wikidata |
|        | Serra del Soler del Coll | Sant Martí de Centelles                                            | serra                                               |                                             | 41° 44′ 09″ N, 2° 12′ 37″ E / 41.7358°N,2.21036°E                   |           |                     | Modifica les dades a Wikidata |
|        | Serrat de la Creueta     | Castellcir Sant Martí de Centelles Sant Quirze Safaja              | serra                                               |                                             | 41° 45′ 32″ N, 2° 11′ 11″ E / 41.759°N,2.1864°E                     |           |                     | Modifica les dades a Wikidata |
|        | serra de Castellar       | Sant Martí de Centelles                                            | serra                                               |                                             | 41° 44′ 25″ N, 2° 14′ 52″ E / 41.74022778°N,2.24766944°E 622.5 msnm |           | Serra de Castellar  | Modifica les dades a Wikidata |
|        | serrat de les Roquetes   | Sant Martí de Centelles                                            | serra                                               |                                             | 41° 43′ 58″ N, 2° 12′ 20″ E / 41.7328°N,2.20569°E 763.6 msnm        |           |                     | Modifica les dades a Wikidata |

## Misc
| imatge | Nom                                          | Ubicat a | instància de                                           | Detalls                                      | coordenades | Protecció                                            | Commons (més fotos)                          | Dades a WD                    |
| ------ | -------------------------------------------- | --- | ------------------------------------------------------ | -------------------------------------------- | --- | ---------------------------------------------------- | -------------------------------------------- | ----------------------------- |
|        | Bassa de la Rovira dels Cerdans              | Sant Martí de Centelles                                                                                        | bassa                                                  |                                              | 41° 46′ 25″ N, 2° 12′ 05″ E / 41.77362°N,2.20146°E ca:Antiga parròquia de Sant Martí de Centelles                           |                                                      |                                              | Modifica les dades a Wikidata |
|        | C-1413b                                      | Catalunya Caldes de Montbui Sant Feliu de Codines Sant Quirze Safaja Sant Martí de Centelles Centelles Balenyà | carretera                                              |                                              | 41° 42′ 27″ N, 2° 09′ 22″ E / 41.7075°N,2.15598°E                                                                           |                                                      |                                              | Modifica les dades a Wikidata |
|        | Castell de Centelles                         | Sant Martí de Centelles                                                                                        | castell                                                |                                              | 41° 46′ 11″ N, 2° 12′ 25″ E / 41.7696°N,2.20682°E 876 msnm                                                                  | bé d'interès cultural bé cultural d'interès nacional | Castell de Centelles                         | Modifica les dades a Wikidata |
|        | Conjunt funerari família Sentias             | Sant Martí de Centelles                                                                                        | mausoleu                                               | Estil: noucentisme                           | 41° 44′ 55″ N, 2° 14′ 47″ E / 41.748557°N,2.246446°E ca:Cementiri de la Parròquia de Sant Pere de Valldeneu                 | bé cultural d'interès local                          |                                              | Modifica les dades a Wikidata |
|        | Estació de Sant Martí de Centelles           | Sant Martí de Centelles                                                                                        | estació de ferrocarril edifici                         |                                              | 41° 45′ 38″ N, 2° 14′ 56″ E / 41.76058333333334°N,2.248972222222222°E                                                       |                                                      | Sant Martí de Centelles train station        | Modifica les dades a Wikidata |
|        | Molí de l'Abella                             | Sant Martí de Centelles                                                                                        | molí d'aigua                                           |                                              | 41° 45′ 47″ N, 2° 15′ 05″ E / 41.76317°N,2.25149°E ca:L'Abella                                                              |                                                      |                                              | Modifica les dades a Wikidata |
|        | Puig Oriol                                   | Sant Martí de Centelles                                                                                        | vèrtex geodèsic                                        | Alt: 1.2m                                    | 41° 46′ 10″ N, 2° 11′ 42″ E / 41.76941°N,2.195073°E 979.805 msnm                                                            |                                                      |                                              | Modifica les dades a Wikidata |
|        | Roure Gros del Fabregar                      | Castellcir Sant Quirze Safaja Sant Martí de Centelles                                                          | arbre singular                                         | Taxon: roure de fulla gran (Quercus petraea) | 41° 45′ 31″ N, 2° 11′ 21″ E / 41.75848056°N,2.18914722°E Serrat de la Creueta 820 msnm                                      |                                                      |                                              | Modifica les dades a Wikidata |
|        | capella de Sant Jaume                        | Sant Martí de Centelles                                                                                        | capella edifici                                        |                                              | 41° 45′ 37″ N, 2° 14′ 58″ E / 41.7604°N,2.24954°E ca:L'Abella                                                               |                                                      |                                              | Modifica les dades a Wikidata |
|        | casa consistorial de Sant Martí de Centelles | Sant Martí de Centelles                                                                                        | casa consistorial                                      |                                              | 41° 45′ 50″ N, 2° 15′ 04″ E / 41.7638765°N,2.2510062°E                                                                      |                                                      | Casa consistorial de Sant Martí de Centelles | Modifica les dades a Wikidata |
|        | cingle de Castellar                          | el Figaró-Montmany Sant Martí de Centelles                                                                     | cingle                                                 |                                              | 41° 43′ 42″ N, 2° 15′ 23″ E / 41.728279°N,2.256433°E Sot del Bac                                                            |                                                      | Cingle de Castellar                          | Modifica les dades a Wikidata |
|        | coves de l'Aliguer                           | Sant Martí de Centelles                                                                                        | cova                                                   |                                              | 41° 44′ 46″ N, 2° 11′ 25″ E / 41.7460864780817°N,2.19013893282587°E                                                         |                                                      |                                              | Modifica les dades a Wikidata |
|        | l'Oller                                      | Valldaneu Sant Martí de Centelles                                                                              | nucli d'entitat singular de població                   | 214 hab                                      | 41° 45′ 24″ N, 2° 14′ 49″ E / 41.75677276°N,2.24682144°E 438 msnm                                                           |                                                      |                                              | Modifica les dades a Wikidata |
|        | la Creu del Pou                              | Sant Martí de Centelles                                                                                        | creu monumental                                        | Estil: arquitectura popular                  | 41° 45′ 15″ N, 2° 12′ 36″ E / 41.754112°N,2.209984°E                                                                        | bé cultural d'interès local                          |                                              | Modifica les dades a Wikidata |
|        | les Comes                                    | Sant Martí de Centelles                                                                                        | nucli de població nucli d'entitat singular de població | 48 hab                                       | 41° 46′ 02″ N, 2° 12′ 23″ E / 41.76729079°N,2.20634692°E 707 msnm                                                           |                                                      |                                              | Modifica les dades a Wikidata |
|        | pla de la Garga                              | Sant Martí de Centelles Centelles                                                                              | plana indret                                           |                                              | 41° 46′ 06″ N, 2° 13′ 34″ E / 41.768448°N,2.226249°E ca:Antiga parròquia de Sant Martí de Centelles i Sant Miquel Sesperxes |                                                      |                                              | Modifica les dades a Wikidata |
|        | rellotge de sol del Mas Blanc                | Sant Martí de Centelles                                                                                        | rellotge de sol                                        |                                              | 41° 44′ 36″ N, 2° 12′ 13″ E / 41.74322°N,2.20373°E ca:Antiga parròquia de Sant Martí de Centelles                           |                                                      |                                              | Modifica les dades a Wikidata |